# کروینینگن
کروینینگن (به هلندی: Kruiningen) یک منطقهٔ مسکونی در هلند است که در شهرستان ریمرس‌وال واقع شده‌است. کروینینگن ۴٬۰۱۱ نفر جمعیت دارد.